# 杰·雷诺的车库

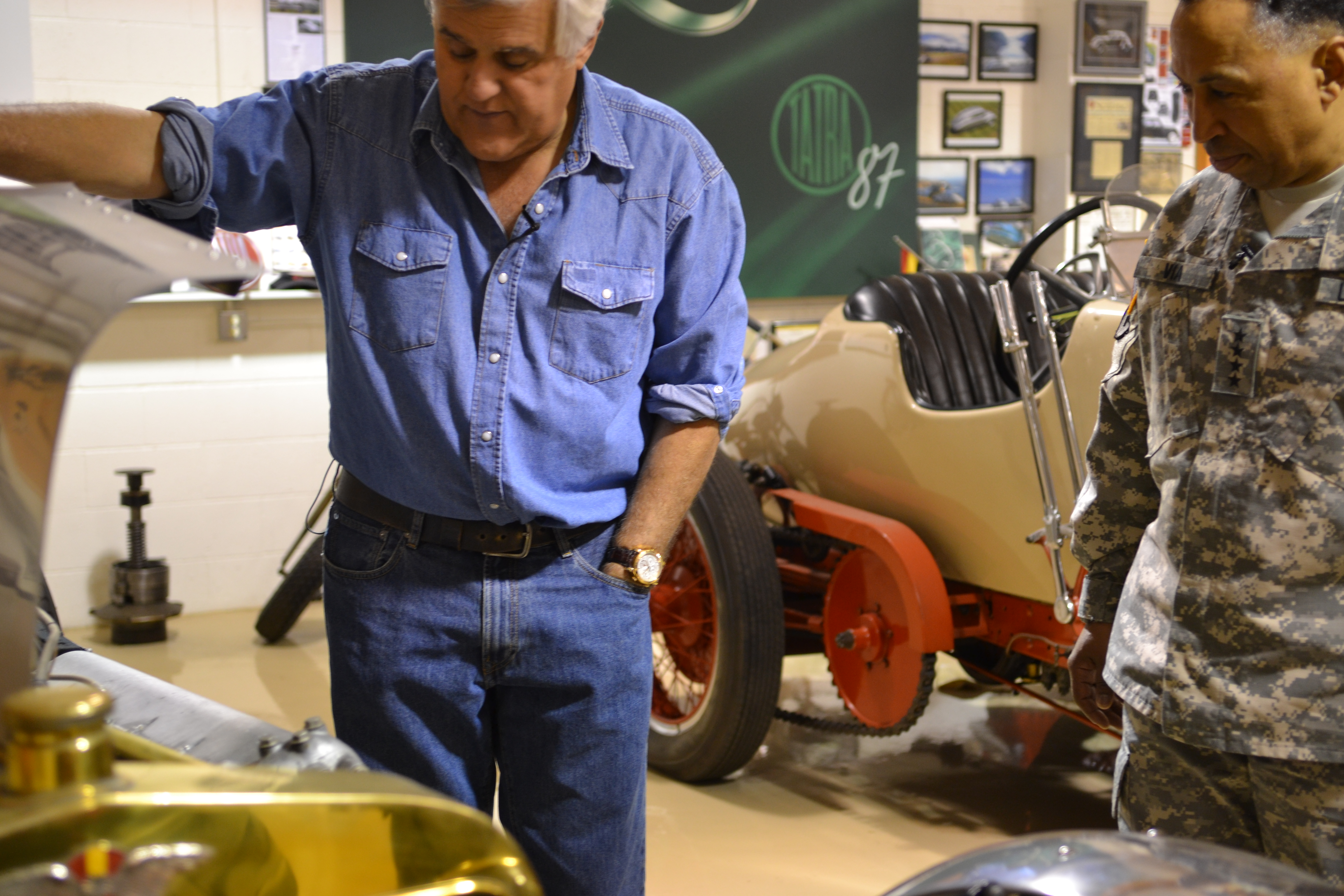
節目《杰·雷诺的车库》當中的圖片

《杰·雷诺的车库》（英語：Jay Leno's Garage）是一档以机动车为主题的美国电视节目，由《今夜秀》前主持人杰·雷诺担纲主持。节目主要关注各种汽车、摩托车，包括老爷车和改装车，有时会邀请特殊嘉宾一起点评、体验甚至飙车。节目中出现的嘉宾包括美国总统乔治·沃克·布什、乔·拜登、美国首富伊隆·马斯克等。《杰·雷诺的车库》原本于2014年在全国广播公司（NBC）网站以及消费者新闻与商业频道（CNBC）上播出，后来在2015年成为一档每周更新的黄金档节目，截止到2020年已更新5季节目。